# Mácsapuszta
Mácsapuszta (Livada de Bihor), település Romániában, a Partiumban, Bihar megyében.

## Fekvése
Rojttól északkeletre fekvő település.

## Története
Mácsapuszta, Mácsa Árpád-kori település. Nevét már 1273-ban említette oklevél t. Macha néven.
1418-ban p. Macha, 1587-ben Machya, 1588-ban Mácsa, 1599-ben Machia, 1808-ban pr. Mácsa, 1888-ban  puszta, Mácsapuszta, Körösgyéres, Gyires Bihar vármegye Központi járásában. 1273-ban Mácsa a püspök és a káptalan között felerészben oszlik meg. 1332-1337 között neve Petrus sacerdos de v. Matha, Andreas = de Macha néven volt említve, mint a váradi püspökség birtoka. 1332-1337 között neve szerepelt a pápai tizedjegyzékben is.  Papja 1332–1334-ben évi 6 garas, 1335–1336-ban évi 7 garas, 1337-ben 6 garas pápai tizedet fizetett.